# Zoropsis spinimana

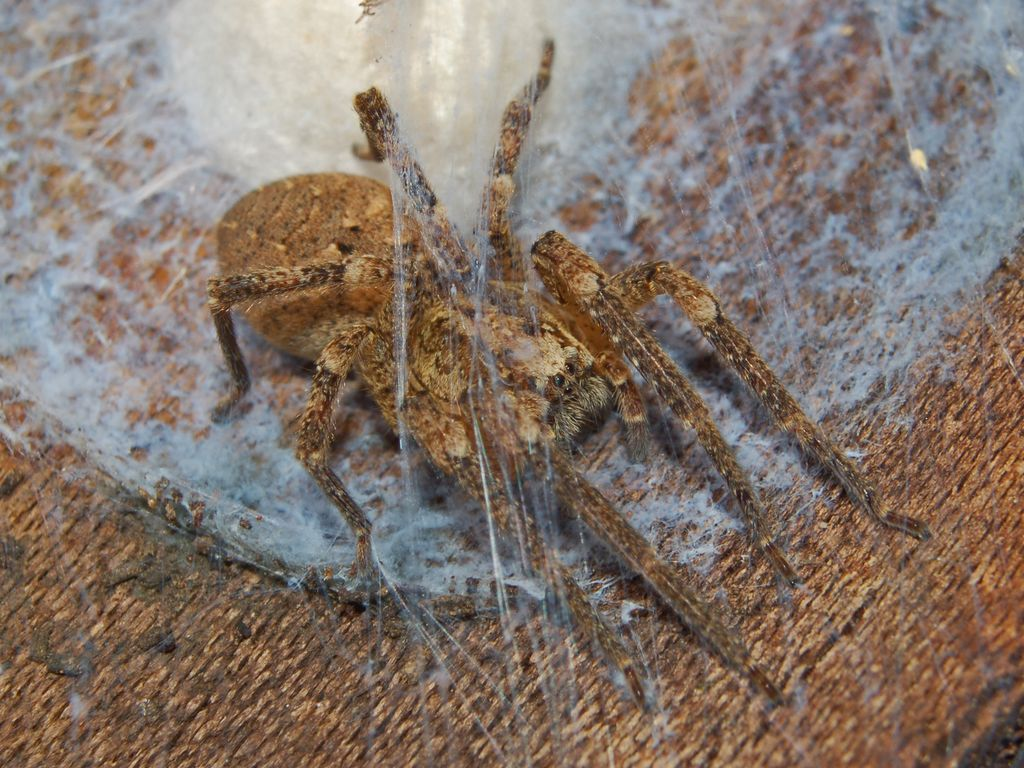
Zoropsis spinimana.

Zoropsis spinimana, conhecida por aranha-dos-troncos-grande, é uma espécie de aranha errante pertencente à família Zoropsidae com distribuição natural na região em torno do Mediterrâneo, mas recentemente em expansão para leste, estando presente na Rússia. A espécie foi introduzida na Califórnia, onde ocorre em torno da Baía de São Francisco, e nos Açores.

## Descrição
Os machos da espécie atingem um comprimento corporal de 10–12 mm, enquanto as fêmeas podem crescer até aos 15–18 mm, com uma morfologia corporal, características dos olhos e coloração muito similares às aranhas-lobo da família Lycosidae Sundevall, 1833 com as quais são facilmente confundidas. Contudo, ao contrário das aranhas-lobo, os olhos das aranhas do género Zoropsis estão mais espalhados ao longo do terço frontal do cefalotórax.
A secção frontal do corpo (o prossoma) é acastanhado, com grandes marcações mais escuras. O abdómen (opistossoma) apresenta marcas pretas na zona mediana. As pernas apresentam predominantemente coloração acastanhada salpicada por manchas mais escurecidas.
Aranhas desta espécie ocorrem preferencialmente nos bordos de florestas e em clareiras, abrigando-se sob rochas e cascas de árvore, onde caçam presas durante a noite. Como todas as aranhas da família Zoropsidae, a espécie Zoropsis spinimana não constrói uma teia mas caça livremente, sendo por isso considerada uma aranha errante. Esta aranha não sobrevive em climas com grandes extremos de temperatura, sendo particularmente sensível às baixas temperaturas, pelo que muitas vezes busca refúgio nas habituações humanas e é frequentemente encontrada em casas onde a temperatura é mais suave e a comida mais abundante.
É uma aranha que vive no seu casulo de seda, que se assemelha a algodão doce, onde fica sossegada sem fazer mal a ninguém.
Os espécimes atingem a maturidade sexual no outono. As fêmeas põem os ovos na primavera seguinte, depositando a postura numa câmara de seda de aranha em forma de casulo.